# Ханчук, Александр Иванович
Александр Иванович Ханчук (род. 19 сентября 1951, Малорита, Брестская область) — советский и российский геолог, академик РАН (2006). Научный руководитель Дальневосточного геологического института ДВО РАН (с 2017), член президиума ДВО РАН. Основными направлениями научной деятельности являются геология, петрология и металлогения Тихоокеанской окраины Восточной Азии.
Директор Дальневосточного геологического института ДВО РАН (1996—2017). 

## Биография
Родился 19 сентября 1951 года в селе Малорита, Брестская область, СССР.
В 1976 году окончил геологический факультет Львовского государственного университета.
С 1976 года работает в Дальневосточном геологическом институте Дальневосточного отделения АН СССР / РАН:
- 1986 — заведующий лабораторией
- 1988 — заместитель директора по научной работе
- 1993 — исполнял обязанности директора института
- 1996 — директор института
- 2017 — научный руководитель института[1].

В 1981 году защитил кандидатскую диссертацию в специализированном совете при Президиуме ДВНЦ АН СССР на тему «Геология и происхождение Срединно-Камчатского кристаллического массива».
В 1993 году защитил докторскую диссертацию в спецсовете Геологического института РАН на тему «Геологическое строение и развитие континентального обрамления северо-запада Тихого океана».
Был соруководителем[когда?] международных проектов по составлению тектонических и металлогенических карт Восточной Азии, Аляски и Канадских Кордильер.
Организатор и первый декан геологического факультета Дальневосточного государственного университета[когда?].
Развивает новое научное направление — изучение нанокластерной благороднометальной минерализации в составе графита. На Дальнем Востоке России открыт новый тип крупнообъёмных месторождений золота и платиноидов в графитизированных породах.
В 1997 году избран членом-корреспондентом Российской академии наук по Отделению наук о Земле, академик Российской академии наук c 2006 года. Член Президиума РАН с 2008 года.
С 2001 года — заместитель, а с 2008 года — первый заместитель председателя Дальневосточного отделения (ДВО) РАН.
C 2017 года — научный руководитель Дальневосточного геологического института Дальневосточного отделения РАН (ДВГИ ДВО РАН), одновременно, с 2019 года работает в Геологическом институте РАН.

## Награды и премии
- Орден Александра Невского (5 февраля 2024 года) — за большой вклад в развитие отечественной науки, многолетнюю плодотворную деятельность и в связи с 300-летием со дня основания Российской академии наук[5]
- Орден Почёта
- медаль ордена «За заслуги перед Отечеством» II степени
- медаль «За заслуги в разведке недр Приморского края»
- знак «70 лет Приморскому краю»[6].

## Членство в организациях, работа в редакциях
- Президент Международной ассоциации по изучению генезиса рудных месторождений (IAGOD), в 2004—2009 годах.
- Главный редактор журнала «Тихоокеанская геология», член редакционных коллегий нескольких зарубежных и российских журналов[уточнить].

### Под его редакцией
- Дальневосточный геологический институт. 50 лет в пути / гл. ред. акад. РАН А. И. Ханчук. Владивосток: Дальнаука, 2009. — 204 с.